# VFL Grand Final 1903
De VFL Grand Final 1903 was een Australian football wedstrijd tussen de Collingwood Football Club en de Fitzroy Football Club. De wedstrijd werd gespeeld in de Melbourne Cricket Ground (MCG) in Melbourne op 12 september 1903. Het was de zesde jaarlijkse Grand Final van de Victorian Football League (VFL), gehouden om de premiers te bepalen van het seizoen VFL 1903. De wedstrijd, bijgewoond door 32.263 toeschouwers, werd gewonnen door Collingwood Football Club met een marge van 2 punten, waarmee ze hun tweede opeenvolgende premiership wonnen.